# 科洛西夫卡 (波隆涅區)
50°4′8″N 27°40′4″E / 50.06889°N 27.66778°E
科洛西夫卡（烏克蘭語：Колосівка），是烏克蘭西部的村莊，隸屬赫梅利尼茨基州的舍佩蒂夫卡區。該村始建於1657年，面積0.28平方公里，海拔高度234米，2001年人口142，人口密度每平方公里516.4人。